# Dietmar Klumpp

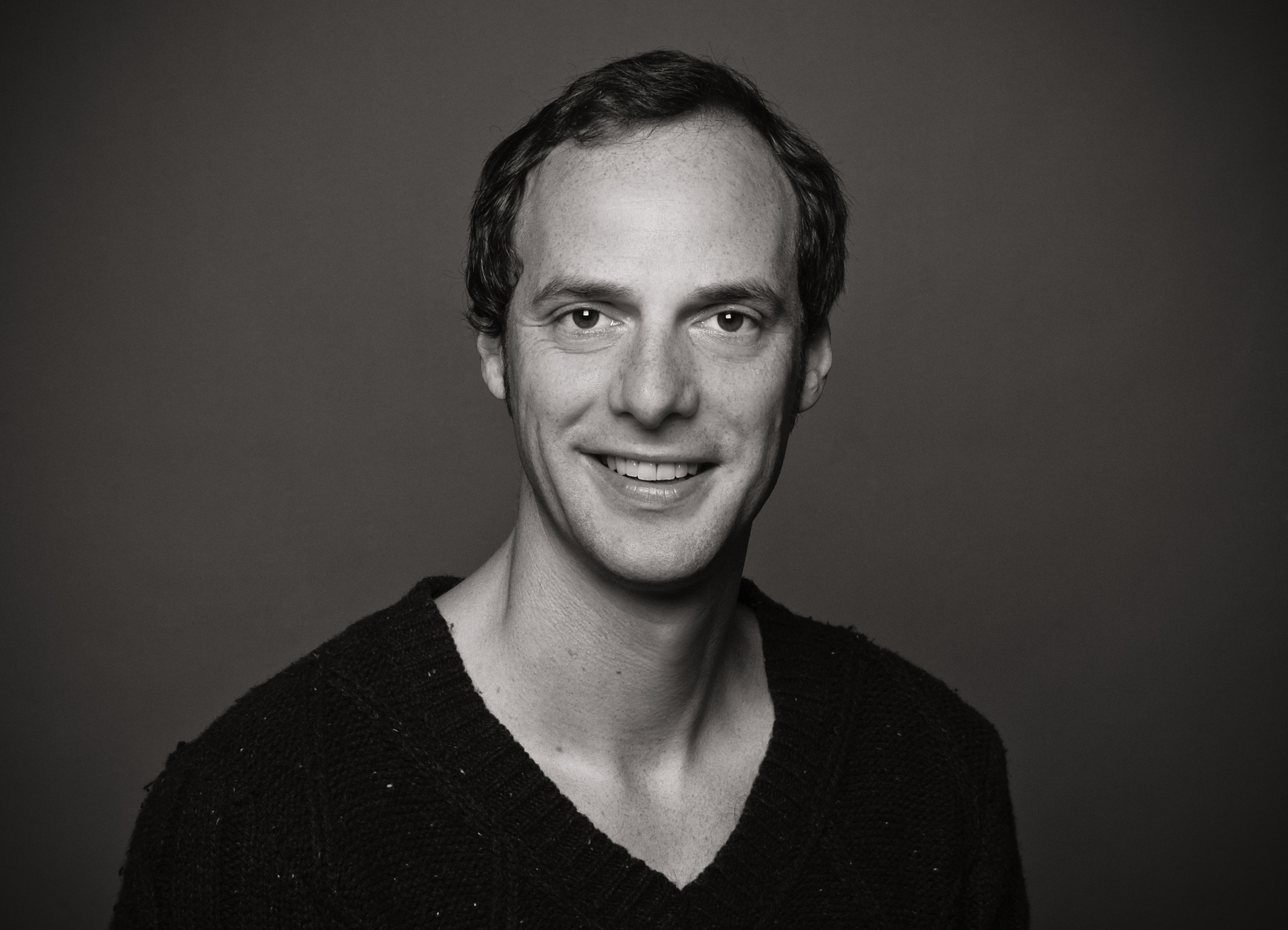
Dietmar Klumpp

Dietmar Klumpp (* 1978 in Schwäbisch Gmünd) ist ein deutscher Journalist und Filmemacher.

## Werdegang
Dietmar Klumpp studierte Politologie, Ethnologie und Geschichte an der Universität Heidelberg. Für seine Doktorarbeit in Politologie über Transformation von Rechtssystemen forschte er in den Favelas von Rio de Janeiro.
Klumpp sammelte journalistische Erfahrung bei der ARD in Rio de Janeiro. Er war Volontär und Redakteur bei ProSiebenSat.1 in München, mit Stationen in Washington und Berlin. Als freier Mitarbeiter arbeitete er bei der Deutschen Welle und beim SWR. Dietmar Klumpp ist spezialisiert auf Politik, Auslands- und Wissenschaftsthemen. Er realisierte unter anderem Reportagen und Dokumentationen über Themen aus dem Iran, China, Brasilien, dem Vatikan und dem Kongo. Für seine Dokumentation über den Kongo gewann er den Bayerischen Fernsehpreis. Für diesen Film recherchierte und lebte er knapp sechs Monate in Afrika.

## Ehrungen und Auszeichnungen
- 2013 Nominierung für den Deutschen Fernsehpreis für die Reportage Abenteuer Leben Spezial: Hinter den Kulissen des deutschen Bundestags.[2]
- 2016 Bayerischer Fernsehpreis für Kampf für Frieden im Kongo – Die größte UNO-Mission der Welt (Abenteuer Leben).[3]

## Filmographie (Auswahl)
- 2024: Die Muscheltaucherinnen vom Kongo-Delta (52/32 min, Dokumentation, Arte; Regie und Drehbuch)[4]
- 2023: Werft unter Palmen: Indonesiens Pinisis (52/32 min, Dokumentation, Arte: Regie und Drehbuch)[5]
- 2023: Dominikanische Republik: Abschieben nach Haiti (25 min, Doku-Reportage, Arte; Regie und Drehbuch)[6]
- 2022: Unter Hochspannung – Wie sicher sind unsere Stromnetze? (45 min, Wissenschaftsdokumentation, 3sat; Regie und Drehbuch)[7]
- 2021: Künstler im Knast: Meinungsfreiheit in Spanien gefährdet (30 min, Dokumentation, Arte; Regie und Drehbuch)[8]
- 2021: Frauen gegen Lukaschenko: Belarussinnen kämpfen im Exil (30 min, Dokumentation, Arte; Regie und Drehbuch)
- 2020: Extremer Kinderwunsch: Gebärmuttertransplantation (45 min, Dokumentation, 3sat; Regie und Drehbuch) link
- 2020: Iran: Wem die US-Sanktionen schaden (25 min, Reportage, Arte; Regie und Drehbuch) link
- 2019: Brasilien: Die Gewalt in den Favelas (25 min, Reportage, Arte; Regie und Drehbuch)
- 2018: Digitale Nomaden: Die Welt ist ihr Arbeitsplatz (30 min, Doku-Reportage, Arte und DW-TV; Regie und Drehbuch)[9]
- 2017: Die Minenräumer von Bosnien (30 min, Doku-Reportage, Arte; Regie und Drehbuch)
- 2016: Blutiger Kongo: Chaos im Herzen Afrikas (45 min, Dokumentation, Kabel1; Regie und Drehbuch)[10]
- 2016: Das höchste Amt der Republik: Der Bundespräsident – Hinter den Kulissen von Schloss Bellevue (45 min, Doku-Reportage, Kabel1; Regie, Drehbuch und Kamera)[11]
- 2015: Kultobjekt Schallplatte (15 min, Reportage, Kabel1; Drehbuch und Regie)
- 2014: Die Welt der Favelas (45 min, Dokumentation, Kabel1; Drehbuch und Regie)[12]
- 2013: Das Hohe Haus der Republik: Hinter den Kulissen des Bundestags (45 min, Doku-Reportage, Kabel1; Drehbuch und Regie) link
- 2011: Weltmacht Vatikan (45 min, Dokumentation, Kabel1; Drehbuch und Regie)